# Natation aux Jeux africains de 2019
Navigation
2015 2023
Les compétitions de natation aux Jeux africains de 2019 ont lieu du 21 au 24 août 2019 à la piscine olympique du complexe sportif Mohammed V à Casablanca au Maroc. 

## Médaillés

### Hommes
| 50 m nage libre        | Ali Khalafalla (EGY)                                                      | Oussama Sahnoune (ALG)                                                   | Bradley Tandy (RSA)                                                                     |  |  |  |
| 100 m nage libre       | Oussama Sahnoune (ALG)                                                    | Ali Khalafalla (EGY)                                                     | Mohamed Samy (EGY)                                                                      |  |  |  |
| 200 m nage libre       | Marwan Elkamash (EGY)                                                     | Mohamed Lagili (TUN)                                                     | Yassin Elshamaa (EGY)                                                                   |  |  |  |
| 400 m nage libre       | Mohamed Lagili (TUN)                                                      | Marwan Elkamash (EGY)                                                    | Ahmed Mahmoud (EGY)                                                                     |  |  |  |
| 800 m nage libre       | Ahmed Mahmoud (EGY)                                                       | Mohamed Lagili (TUN)                                                     | Marwan Elkamash (EGY)                                                                   |  |  |  |
| 1 500 m nage libre     | Ahmed Mahmoud (EGY)                                                       | Mohamed Lagili (TUN)                                                     | Marwan Elamrawy (EGY)                                                                   |  |  |  |
|                        |                                                                           |                                                                          |                                                                                         |  |  |  |
| 50 m dos               | Mohamed Samy (EGY)                                                        | Abdellah Ardjoune (ALG)                                                  | Driss Lahrichi (MAR)                                                                    |  |  |  |
| 100 m dos              | Abdellah Ardjoune (ALG)                                                   | Mohamed Samy (EGY)                                                       | Martin Binedell (RSA)                                                                   |  |  |  |
| 200 m dos              | Martin Binedell (RSA)                                                     | Abdellah Ardjoune (ALG)                                                  | Yassin Elshamaa (EGY)                                                                   |  |  |  |
|                        |                                                                           |                                                                          |                                                                                         |  |  |  |
| 50 m brasse            | Michael Houlie (RSA)                                                      | Youssef Elkamash (EGY)                                                   | Wassim Elloumi (TUN)                                                                    |  |  |  |
| 100 m brasse           | Alaric Basson (RSA)                                                       | Youssef El Kamash (EGY)                                                  | Michael Houlie (RSA)                                                                    |  |  |  |
| 200 m brasse           | Alaric Basson (RSA)                                                       | Youssef El Kamash (EGY)                                                  | Adnan Beji (TUN)                                                                        |  |  |  |
|                        |                                                                           |                                                                          |                                                                                         |  |  |  |
| 50 m papillon          | Abdelrahman Elaraby (EGY)                                                 | Ali Khalafalla (EGY)                                                     | Ryan Coetzee (RSA)                                                                      |  |  |  |
| 100 m papillon         | Ryan Coetzee (RSA)                                                        | Alard Basson (RSA)                                                       | Yusuf Tibazi (MAR)                                                                      |  |  |  |
| 200 m papillon         | Jaouad Syoud (ALG)                                                        | Lounis Khendriche (ALG)                                                  | Ahmed Salem (EGY)                                                                       |  |  |  |
|                        |                                                                           |                                                                          |                                                                                         |  |  |  |
| 200 m quatre nages     | Jaouad Syoud (ALG)                                                        | Yassin Elshamaa (EGY)                                                    | Neil Fair (RSA)                                                                         |  |  |  |
| 400 m quatre nages     | Ramzi Chouchar (ALG)                                                      | Ayrton Sweeney (RSA)                                                     | Ahmed Salem (EGY)                                                                       |  |  |  |
|                        |                                                                           |                                                                          |                                                                                         |  |  |  |
| 4 × 100 m nage libre   | Afrique du Sud Ryan Coetzee Douglas Erasmus Bradley Tandy Martin Binedell | Égypte Abdelrahman El Araby Marwan Elkamash Mohamed Samy Ali Khalafalla  | Maroc Samy Ahmed Boutouil Merwane Elmerini Souhail Hamouchane Driss Lahrichi            |  |  |  |
| 4 × 200 m nage libre   | Égypte Ahmed Mahmoud Marwan Elamrawy Marwan Elkamash Yassin Elshamaa      | Afrique du Sud Alard Basson Brent Szurdoki Martin Binedell Alaric Basson | Algérie Moncef Aymen Balamane Ramzi Chouchar Mohamed Anisse Djaballah Lounis Khendriche |  |  |  |
| 4 × 100 m quatre nages | Afrique du Sud Ryan Coetzee Douglas Erasmus Martin Binedell Alaric Basson | Égypte Khaled Morad Ali Khalafalla Mohamed Samy Youssef Elkamash         | Algérie Abdellah Ardjoune Moncef Aymen Balamane Mehdi Nazim Benbara Jaouad Syoud        |  |  |  |

### Femmes
| 50 m nage libre        | Erin Gallagher (RSA)                                                             | Farida Osman (EGY)                                             | Emma Chelius (RSA)                                                            |  |  |  |
| 100 m nage libre       | Erin Gallagher (RSA)                                                             | Farida Osman (EGY)                                             | Emma Chelius (RSA)                                                            |  |  |  |
| 200 m nage libre       | Hania Moro (EGY)                                                                 | Christin Mundell (RSA)                                         | Majda Chebaraka (ALG)                                                         |  |  |  |
| 400 m nage libre       | Hania Moro (EGY)                                                                 | Christin Mundell (RSA)                                         | Majda Chebaraka (ALG)                                                         |  |  |  |
| 800 m nage libre       | Hania Moro (EGY)                                                                 | Samantha Randle (RSA)                                          | Majda Chebaraka (ALG)                                                         |  |  |  |
| 1 500 m nage libre     | Hania Moro (EGY)                                                                 | Samantha Randle (RSA)                                          | Carla Antonopoulos (RSA)                                                      |  |  |  |
|                        |                                                                                  |                                                                |                                                                               |  |  |  |
| 50 m dos               | Erin Gallagher (RSA)                                                             | Felicity Passon (SEY)                                          | Naomi Ruele (BOT)                                                             |  |  |  |
| 100 m dos              | Felicity Passon (SEY)                                                            | Naomi Ruele (BOT)                                              | Kerryn Herbst (RSA)                                                           |  |  |  |
| 200 m dos              | Felicity Passon (SEY)                                                            | Samantha Randle (RSA)                                          | Robyn Stacie Lee (ZIM)                                                        |  |  |  |
|                        |                                                                                  |                                                                |                                                                               |  |  |  |
| 50 m brasse            | Kaylene Corbett (RSA)                                                            | Christin Mundell (RSA)                                         | Tilka Paljk (ZAM)                                                             |  |  |  |
| 100 m brasse           | Kaylene Corbett (RSA)                                                            | Christin Mundell (RSA)                                         | Sarah Soliman (EGY)                                                           |  |  |  |
| 200 m brasse           | Kaylene Corbett (RSA)                                                            | Christin Mundell (RSA)                                         | Rawan Eldamaty (EGY)                                                          |  |  |  |
|                        |                                                                                  |                                                                |                                                                               |  |  |  |
| 50 m papillon          | Farida Osman (EGY)                                                               | Erin Gallagher (RSA)                                           | Emma Chelius (RSA)                                                            |  |  |  |
| 100 m papillon         | Farida Osman (EGY)                                                               | Erin Gallagher (RSA)                                           | Felicity Passon (SEY)                                                         |  |  |  |
| 200 m papillon         | Nour Elgendy (EGY)                                                               | Hamida Rania Nefsi (ALG)                                       | Lia Ana Martins Becker Lima (ANG)                                             |  |  |  |
|                        |                                                                                  |                                                                |                                                                               |  |  |  |
| 200 m quatre nages     | Jessica Whelan (RSA)                                                             | Hamida Rania Nefsi (ALG)                                       | Christin Mundell (RSA)                                                        |  |  |  |
| 400 m quatre nages     | Samantha Randle (RSA)                                                            | Hamida Rania Nefsi (ALG)                                       | Jessica Whelan (RSA)                                                          |  |  |  |
|                        |                                                                                  |                                                                |                                                                               |  |  |  |
| 4 × 100 m nage libre   | Afrique du Sud Emma Chelius Erin Gallagher Kerryn Herbst Jessica Whelan          | Égypte Amina Elsebelgy Yasmin Hassan Farida Osman Hania Moro   | Algérie Amel Melih Hamida Rania Nefsi Majda Chebaraka Sara El Tahawi          |  |  |  |
| 4 × 200 m nage libre   | Afrique du Sud Christin Mundell Jessica Whelan Carla Antonopoulos Erin Gallagher | Égypte Nour Elgendy Logaine Abdellatif Farida Samra Hania Moro | Algérie Majda Chebaraka Amel Melih Sara El Tahawi Hamida Rania Nefsi          |  |  |  |
| 4 × 100 m quatre nages | Afrique du Sud Erin Gallagher Kaylene Corbett Emma Chelius Kerryn Herbst         | Égypte Rola Hussein Sarah Soliman Farida Osman Hania Moro      | Kenya Sylvia Brunlehner Emily Siobhan Muteti Rebecca Kamau Maria Brunlehner , |  |  |  |

### Mixte
| Épreuves               | Or | Argent | Bronze |
| ---------------------- | --- | --- | --- |
| 4 × 100 m nage libre   | Afrique du Sud Erin Gallagher Emma Chelius Ryan Coetzee Douglas Erasmus Kerryn Herbst* Bradley Tandy*                              | Égypte Amina Elsebelgy Ali Khalafalla Farida Osman Mohamed Hassan Ahmed Salem Abdelrahman Elaraby* Farida Samra     | Algérie Mehdi Nazim Benbara Majda Chebaraka Amel Melih Jaouad Syoud Moncef Aymen Balamane* Ramzi Chouchar* Hamida Rania Nefsi* |
| 4 × 100 m quatre nages | Afrique du Sud Martin Binedell Michael Houlie Erin Gallagher Emma Chelius Kaylene Corbett* Kerryn Herbst* Alard Basson* Neil Fair* | Égypte Mohamed Hassan Youssef El-Kamash Farida Osman Amina Elsebelgy Rola Hussein* Ali Khalafalla* Mohamed Eissawy* | Maroc Driss Lahrichi Hiba Laknit Yusuf Tibazi Noura Mana Samy Ahmed Boutouil* Adil Assouab*                                    |

* Nageurs médaillés qui ont participé seulement aux séries.

## Tableau des médailles
| Rang  | Nation         | Or | Argent | Bronze | Total |
| ----- | -------------- | -- | ------ | ------ | ----- |
| 1     | Afrique du Sud | 20 | 13     | 12     | 45    |
| 2     | Égypte         | 14 | 17     | 10     | 41    |
| 3     | Algérie        | 5  | 7      | 8      | 20    |
| 4     | Seychelles     | 2  | 1      | 1      | 4     |
| 5     | Tunisie        | 1  | 3      | 2      | 6     |
| 6     | Botswana       | 0  | 1      | 1      | 2     |
| 7     | Maroc          | 0  | 0      | 4      | 4     |
| 8     | Angola         | 0  | 0      | 1      | 1     |
| 8     | Kenya          | 0  | 0      | 1      | 1     |
| 8     | Zambie         | 0  | 0      | 1      | 1     |
| 8     | Zimbabwe       | 0  | 0      | 1      | 1     |
| Total | Total          | 42 | 42     | 42     | 126   |